# 哈福·艾克
哈福·艾克（英語：T. Harv Eker，1954年6月10日—），是一位作家、商人和激勵演說家，以其財富和動機理論而聞名。他是哈珀柯林斯出版社出版的《有錢人想的和你不一樣》一書的作者。

## 早年生活
艾克克在多倫多的安大略省出生，度過了他的童年。年輕時，他移居到美國，創立了多個不同的公司，並在早期的零售健身店經營取得成功。據報導，艾克通過這些連鎖健身店賺取了數百萬美元，但隨後由於管理不善而失去了財富。這一挫折促使他開始深入探討富人、金錢和財富之間的關係，最終形成了他今天在寫作和演講中提出的理論。

## 理論
艾克的寫作和演講經常聚焦在他的"有錢人的心態"概念上，這是關於"促進財富的心理態度"的綜合理論。該理論提出，每個人都擁有一種"財務藍圖"或者"內在思維模式"，這個模式決定了我們與金錢相關的行為和觀念，而通過改變這個藍圖，人們可以提高他們積累財富的能力。
埃克的其他理論包括以下概念：人們常常不願為了成功做出重大犧牲，他們可能會"扮演受害者的角色"，並且否認自己能夠掌控自己的命運。另一個概念是，內疚感會阻礙追求財富，但將財富視為幫助他人的手段可以減輕這種內疚感並促進財富的積累。
在他的著作中，埃克列舉了富人的財務藍圖與窮人和中產階級的財務藍圖之間的17個不同之處。在這份清單中，一個明確的主題是，富人放棄了限制性的信念，而失敗者則受制於這些信念。埃克認為，富人相信"我創造了我的生活"，而窮人則相信"生活發生在我身上"；富人關注機會，窮人關注障礙；富人欣賞其他成功和富有的人，而窮人則嫉妒他們。

## 商人
埃克創立了研討會公司Peak Potentials Training。根據Peak Potentials的新聞稿，該公司後來於2011年被活動製作公司Success Resources收購。至少從2001年開始，埃克開始舉辦研討會。 2005年，《華爾街日報》的一篇文章引用了埃克作為非小說類出版業變革的例子。該《華爾街日報》文章考察了他如何利用研討會、人脈關係和個人追隨者作為促進自己書籍銷售的"平台"。

## 作家
埃克是《有錢人想的和你不一樣》一書的作者，該書曾登上《紐約時報》的暢銷書排行榜，並在《華爾街日報》的商業書籍排行榜上位居首位。此外，他也自行出版了一本名為《SpeedWealth》的書籍。

## 爭議
根據《溫哥華太陽報》2010年的一篇報導，埃克在一宗"潛在集體訴訟"中被提及，此訴訟涉及兩位購買住宅房產的個人，他們是在參加他的一個研討會後認識的。此外，《溫哥華太陽報》2007年的報導中也引述了一項指控，聲稱埃克的公司Peak Potentials Training Inc.在2005年10月的"百萬富翁思維強化"課程中使用了"高壓銷售策略"。原告聲稱埃克和他的公司違反了《加拿大消費者法》的規定，涉及參加研討會的價格設定存在顯著不一致。

## 外部連結
- 官方网站